# Alzira (Verdi)
Alzira é uma ópera em um prólogo e dois actos de Giuseppe Verdi com libreto italiano, de Salvatore Cammarano, baseado na história de Alzire, ou les Américains de Voltaire.
A estreia foi no Teatro San Carlo, Nápoles, em 12 de agosto de 1845.
| Papel                                                   | Voz           | Estreia Cast, 12 de agosto 1845 (Maestro: -) |
| ------------------------------------------------------- | ------------- | -------------------------------------------- |
| Alvaro, pai de Gusmano, inicialmente governador do Peru | baixo         | Marco Arati                                  |
| Gusmano, Governador do Peru                             | barítono      | Filippo Coletti                              |
| Ovando, um Duque espanhol                               | tenor         | Ceci                                         |
| Zamoro, líder de uma tribo peruana                      | tenor         | Gaetano Fraschini                            |
| Ataliba, líder de uma tribo peruana                     | baixo         | Michele Benedetti                            |
| Alzira, filha de Ataliba                                | soprano       | Eugenia Tadolini                             |
| Zuma, sua empregada                                     | mezzo-soprano | Maria Salvetti                               |
| Otumbo, um americano guerreiro                          | tenor         | Francesco Rossi                              |
| Oficiais e soldados Espanhóis, Americanos               |               |                                              |

## Gravações Selecionadas
| Ano  | Cast (Alzira, Zamoro, Gusmano, Alvaro)                                  | Maestro, Sala de Ópera e Orquestra                                                          |                                   |
| ---- | ----------------------------------------------------------------------- | ------------------------------------------------------------------------------------------- | --------------------------------- |
| 1989 | Ileana Cotrubas, Francisco Araiza, Renato Bruson, Jan-Hendrik Rootering | Lamberto Gardelli, Bavarian Radio Symphony Orchestra and Bavarian Radio Chorus              | Audio CD: Orpheus Cat: C 05 7832  |
| 1999 | Marina Mescheriakova, Ramón Vargas, Paolo Gavanelli, Slobodan Stankovic | Fabio Luisi, L'Orchestre de la Suisse Romande and the chorus of the Grand Théatre de Genève | Audio CD: Phillips Cat: 464-628-2 |